# Sam is Ohm
Sam is Ohm（サムイズオーム、1990年5月1日 - ）は、日本のプロデューサー、トラックメイカー、DJである。
新潟県新潟市出身。好きなお菓子はロッテのコアラのマーチとパイの実。お笑い芸人のおかゆ太郎（別名義：渡辺ラオウ）とは親戚関係である。

## 来歴・人物
中学生時代、文化祭で上級生が行ったダンスパフォーマンスに感銘を受け、自身もブレイクダンスを始める。高校生時代には、当時新潟県を代表するブレイクダンスチームでも活動していた。この頃からDJにも興味を持ち始める。大学入学後、トラックメイクに興味を持ち、DTMを始める。
Chicago house、Hip Hopから影響を受けており、Kick a Show、ZEN-LA-ROCK、鎮座DOPENESS、Aile The Shota,REIKO,ゴスペラーズ,s**t kingzなど、Hip HopからR&Bまで幅広い楽曲を手掛ける。
またGucciやC.P. Companyやdoubletなどのファッションコンテンツへの楽曲提供、その他映画劇伴、ゲームの楽曲制作など多岐に渡る活躍を見せている。
史上最高のビートメイカーとして、Dr. Dre、Metro Boomin、Flume、Max Martin、Nujabesをあげている。

## 提供作品
- NAKED Inc.コルク企画『マンガマッピン！』プロジェクト「onomatopee」楽曲提供。(2017)
- Booking.com Web CM楽曲(2017)
- Kick a Show『The Twelve Love』プロデュース。(2018)
- 大正製薬WEB CM楽曲(2018)
- Kick a Show『接吻』プロデュース (2019)
- worth it / maliya(2019)
- 倖田來未REMIX楽曲提供。(2019)
- KEN THE 390『Unbirthday』楽曲提供(2019)
- C.P. Company CM楽曲(2019)
- 映画『明日きみのいない世界で』劇伴(2020)
- doublet S/S 2021 Paris Fashion Week® Show楽曲提供。(2020)
- NOAH Clothing CM楽曲提供。(2020)
- Lyrical School楽曲提供。(2021)
- 中日ドラゴンズ試合内BGM制作。(2021)
- Got It All / MoMo （Sam is Ohm Remix） (2022)
- GUCCI – Bamboo Summer 会場（表参道ヒルズ）BGM制作。(2023)
- come again / MANON (Prod. Sam is Ohm)　(2023)
- Just Like That / s**t kingz (Prod by Sam is Ohm）(2023)
- I’m Okay / WATWING  (Prod by Sam is Ohm , chelmico)(2023)
- ゴスペラーズ 『F.R.I.』(Prod by Sam is Ohm) (2024)
- s**t kingz「What You See feat. Maddy Soma」(Prod by Sam is Ohm) (2024)
- heat shock / Sagiri Sól (2024)
- I Wanna Be Your Lover feat.SKRYU / Show Chick Boy (2024)
- CONVERSE×NiziU “ALL DAYS.ALL TIME.ALL STAR.”CM楽曲制作(2024)
- CROCS - CM楽曲制作(2024)
- Voices feat. Ashley / s**t kingz.(2025)